# Філіп Ворб
Філіп Ворб (фр. Philippe Vorbe; нар. 14 вересня 1947, Порт-о-Пренс, Гаїті) — гаїтянський футболіст та тренер, виступав на позиції півзахисника. Легендарний футболіст для Гаїті, автор гольової передачі на Емманюеля Санона, який своїм голом завершив безгольову серію воротаря збірної Італії Діно Дзоффа.

## Клубна кар'єра
З 1967 по 1968 рік виступав у США за «Нью-Йорк Дженералс», у складі якого зіграв 14 матчів (5 — у НПСЛ та 9 — у НАСЛ), в яких відзначився двома голами. У 1970-х роках повернувся на Гаїті, де виступав за «Віолетт».

## Кар'єра в збірній
У футболці національної збірної Гаїті виступав з 1965 по 1980 рік, за цей час зіграв 47 матчів та відзначився 4-а голами. 
У лютому 1974 року Г'ю Макілвені в одній зі статей Г'ю Макілвенні на сторінках «Обсервера» так описав гравця: «висока, приваблива біла людина французького походження», «граціозний гравець півзахисту», «вражючи майстерний».
Збірна Гаїті кваліфікувалася на чемпіонат світу 1974 року, вибивши в плей-оф Пуерто-Рико, а в фінальній частині турніру протистояло 2-разовим чемпіонам світу Італії, майбутнім переможцям збірній Аргентині, а також Польщі, яка стала бронзовим призером Мундіалю.
Матчі за збірну
| Матчі Філіпа Ворба за збірну | Матчі Філіпа Ворба за збірну | Матчі Філіпа Ворба за збірну                      | Матчі Філіпа Ворба за збірну     | Матчі Філіпа Ворба за збірну | Матчі Філіпа Ворба за збірну | Матчі Філіпа Ворба за збірну |
|                              | Дата                         | Місце                                             | Суперник                         | Рахунок                      | Результат                    | Змагання                     |
| ---------------------------- | ---------------------------- | ------------------------------------------------- | -------------------------------- | ---------------------------- | ---------------------------- | ---------------------------- |
| 1.                           | 25 листопада 1968            | Стад Сильвіо Катор, Порт-о-Пренс (Гаїті)          | Тринідад і Тобаго                | 2-2                          | 2-4                          | квал. ЧС 1970                |
| 2.                           | 20 вересня 1969              | Естадіо Хорхе Гонсалес, Сан-Сальвадор (Сальвадор) | Сальвадор                        | 0-3                          | 0-3                          | квал. ЧС 1970                |
| 3.                           | 25 квітня 1972               | Стад Сильвіо Катор, Порт-о-Пренс (Гаїті)          | Пуерто-Рико                      | 7-0                          | 7-0                          | квал. ЧС 1974                |
| 4.                           | 17 грудня 1972               | Стад Сильвіо Катор, Порт-о-Пренс (Гаїті)          | Нідерландські Антильські острови |                              | 4-1                          | Товариський матч             |

## Вшанування
Вже будучи спортивним аналітиком, 11 червня 2018 року став першим гаїтянином, який потрапив до Зали слави КОНКАКАФ.

## Досягнення
- Чемпіонат націй КОНКАКАФ
  -  Чемпіон (1): 1973